# 徐良才
徐良才（1968年8月—），男，湖北通山人，中國共產黨黨員，少將軍銜，第七任駐澳門部隊司令員，中共二十大代表。

## 生平
曾任廣州軍區司令部作战部处长、副部长、部长，南部戰區聯合參謀部作戰局局長等职。2019年1月，任驻澳门部队司令员。2019年12月，晉升少將軍銜。